# Purpurskatta
Purpurskatta (Solanum xanti) är en art i familjen potatisväxter som förekommer från västra USA och söderut till nordvästra Mexiko. 

## Synonymer
Solanum genistoides Dunal 
Solanum obispoense Eastw. 
Solanum tenuilobatum Parish 
Solanum xanti var. glabrescens Parish
Solanum xanti var. hoffmannii Munz
Solanum xanti var. intermedium Parish
Solanum xanti var. montanum Munz
Solanum xanti var. spencerae J.F.Macbr.